# イーブリン・フィッシャー
イーブリン・フィッシャー（Eveline Novakovic / Eveline Fischer）はイギリスのゲームソフトメーカー、レア社に所属していた作曲家。

## 主な作品
- スーパードンキーコング(SFC) - Music/Sound
- スーパードンキーコング3 謎のクレミス島(SFC) - Music/Sound
- バンジョーとカズーイの大冒険(N64) - Strange Noise Maker
- ドンキーコング64(N64) - Development team
- ドンキーコングGB ディンキーコング&ディクシーコング(GBC) - Music/Sound
- ドンキーコング2001(GBC) - Development team
- スーパードンキーコング(GBA) - Sound Effects
- スーパードンキーコング2(GBA) - Sound Effects
- バンジョーパイロット(GBA) - Sound Effects
- カメオ:エレメンツ オブ パワー(Xbox 360) - Sound FX
- あつまれ!ピニャータ(Xbox 360) - Production, Sound Effects, VO Recording and Compression Encoding

### キャラクターボイス
- ディディーコングレーシング(N64) - Pipsy
- スターツインズ(N64) - Vela
- パーフェクトダーク(N64) - Joanna Dark
- バンジョーとカズーイの大冒険2 - Humba Wumba
- パーフェクトダーク ゼロ(Xbox 360)  - Additional Voice
- カメオ:エレメンツ オブ パワー(Xbox 360) - Additional Voice

### ボーカル
- コンカー: Live and Reloaded(Xbox) - Live Performance (Donc Que Tu Es a Moi <So Tell Me Then That You Are Mine>)
- カメオ:エレメンツ オブ パワー(Xbox 360) - Additional Live Performances (A Lament for Solon)